# Леверінг (Мічиган)
Леверінг (англ. Levering) — переписна місцевість (CDP) в США, в окрузі Еммет штату Мічиган. Населення — 176 осіб (2020).

## Географія
Леверінг розташований за координатами 45°38′5″ пн. ш. 84°47′2″ зх. д. / 45.63472° пн. ш. 84.78389° зх. д. (45.634773, -84.784018).  За даними Бюро перепису населення США в 2010 році переписна місцевість мала площу 1,13 км², уся площа — суходіл.

## Демографія
Згідно з переписом 2010 року, у переписній місцевості мешкало 215 осіб у 86 домогосподарствах у складі 60 родин. Густота населення становила 190 осіб/км².  Було 112 помешкання (99/км²).
Расовий склад населення:
| - 91,2 % — білих - 4,2 % — корінних американців - 0,9 % — азіатів |

До двох чи більше рас належало 3,7 %. Частка іспаномовних становила 0,9 % від усіх жителів.
За віковим діапазоном населення розподілялося таким чином: 24,2 % — особи молодші 18 років, 66,5 % — особи у віці 18—64 років, 9,3 % — особи у віці 65 років та старші. Медіана віку мешканця становила 39,4 року. На 100 осіб жіночої статі у переписній місцевості припадало 106,7 чоловіків;  на 100 жінок у віці від 18 років та старших — 106,3 чоловіків також старших 18 років.
За межею бідності перебувало 24,5 % осіб, у тому числі 39,0 % дітей у віці до 18 років та 0,0 % осіб у віці 65 років та старших.
Цивільне працевлаштоване населення становило 96 осіб. Основні галузі зайнятості: роздрібна торгівля — 25,0 %, мистецтво, розваги та відпочинок — 20,8 %, освіта, охорона здоров'я та соціальна допомога — 15,6 %, науковці, спеціалісти, менеджери — 14,6 %.